# Donaldsonville
Donaldsonville – miasto w Stanach Zjednoczonych, w stanie Luizjana, w parafii Ascension.